# Chirosia beckeri
Chirosia beckeri este o specie de muște din genul Chirosia, familia Anthomyiidae, descrisă de Johann Andreas Schnabl în anul 1911. Conform Catalogue of Life specia Chirosia beckeri nu are subspecii cunoscute.